# Team BikeExchange–Jayco (ženský tým)
Team BikeExchange–Jayco (UCI kód: BEX) je australský profesionální silniční cyklistický tým na úrovni UCI Women's WorldTeam založený v roce 2012. Tým se účastní závodů v rámci UCI Women's World Tour a dalších elitních cyklistických závodů určených pro ženy.

## Historie
Tým byl založen v roce 2012 společně s mužským týmem. Tým v minulosti reprezentovaly závodnice jako Annemiek van Vleutenová, Jolien D'Hooreová či Emma Johanssonová. Před sezónou 2021 tým podepsal Teniel Campbellovou, která se tak stala historicky první závodnicí z Trinidadu a Tobaga působící v UCI Women's World Tour.

## Sponzoři
Mezi lety 2013 a 2017 byla titulárním sponzorem společnost Orica, která byla do roku 2016 doprovázena Australským institutem sportu (AIS). V roce 2017 se titulárním sponzorem stal dodavatel jízdních kol Scott, který tým zásoboval bicykly až do roku 2020. Mezi lety 2018 a 2020 byl tým sponzorován vinárenskou společností Mitchelton, která také sponzorovala mužský tým a doplňkový kontinentální tým Mitchelton–BikeExchange. Před sezónou 2021 tým přijal nového dodavatele kol, italskou společnost Bianchi. Ten nahradil odcházející Scott.
Mezi lety 2016 dodávala týmové dresy švédská firma Craft. Ta byla od roku 2017 nahrazena italskou značkou Giordana. Na začátku listopadu 2021 pak bylo oznámeno, že tým podepsal dvouletou smlouvu s dodavatelem oblečení Alé, který nahradí odcházející Giordanu.

## Soupiska týmu
K 13. lednu 2021
- Jessica Allenová (AUS) (* 17. dubna 1993)
- Grace Brownová (AUS) (* 7. července 1992)
- Teniel Campbellová (TTO) (* 23. září 1997)
- Janneke Ensingová (NED) (* 21. září 1986)
- Arianna Fidanzaová (ITA) (* 6. ledna 1995)
- Lucy Kennedyová (AUS) (* 11. července 1988)
- Jessica Robertsová (GBR) (* 11. dubna 1999)
- Sarah Royová (AUS) (* 27. února 1986)
- Ane Santestebanová (ESP) (* 12. prosince 1990)
- Amanda Sprattová (AUS) (* 17. září 1987)
- Moniek Tenniglová (NED) (* 2. května 1988)
- Georgia Williamsová (NZL) (* 25. srpna 1993)
- Urška Žigartová (SLO)  (* 4. prosince 1996)

## Vítězství na šampionátech
2012
 Australské kritérium do 23 let, Melissa Hoskinsová
 Australské kritérium, Alex Rhodesová
 Australský silniční závod, Amanda Sprattová
 Australská časovka, Shara Gillowová
 Australská týmová stíhačka, Melissa Hoskinsová
 Mistrovství Oceánie v časovce, Shara Gillowová
 Německý silniční závod, Judith Arndtová
 Německá časovka, Judith Arndtová
 Mistrovství světa v časovce, Judith Arndtová
2013
 Australský silniční závod, Gracie Elvinová
 Australská časovka, Shara Gillowová
 Australská individuální stíhačka, Annette Edmondsonová
 Švédská časovka, Emma Johanssonová
 Australské omnium, Annette Edmondsonová
 Australský madison, Annette Edmondsonová
 Mistrovství Oceánie v bodovacím závodu, Annette Edmondsonová
 Mistrovství Oceánie v omniu, Annette Edmondsonová
2014
 Švédský cyklokros, Emma Johanssonová
 Australský silniční závod, Gracie Elvinová
 Mistrovství Oceánie v časovce, Shara Gillowová
 Australský scratch, Annette Edmondsonová
 Australský bodovací závod, Annette Edmondsonová
 Australské omnium, Annette Edmondsonová
 Australský madison, Annette Edmondsonová
 Švédská časovka, Emma Johanssonová
 Švédský silniční závod, Emma Johanssonová
 Mistrovství Oceánie v individuální stíhačce, Annette Edmondsonová
 Mistrovství Oceánie v omniu, Annette Edmondsonová
2015
 Australská týmová stíhačka, Macey Stewartová
 Mistrovství Oceánie v časovce, Katrin Garfootová
 Mistrovství světa v týmové stíhačce, Melissa Hoskinsová
 Švédská časovka, Emma Johanssonová
 Švédský silniční závod, Emma Johanssonová
2016
 Australská časovka, Katrin Garfootová
 Australský silniční závod, Amanda Sprattová
 Mistrovství Oceánie v časovce, Katrin Garfootová
 Nizozemská časovka, Annemiek van Vleutenová
2017
 Mistrovství Oceánie v týmové stíhačce, Alexandra Manlyová
 Australské kritérium, Jessica Allenová
 Australská časovka, Katrin Garfootová
 Australský silniční závod, Katrin Garfootová
 Australská časovka do 23 let, Alexandra Manlyová
 Australský silniční závod do 23 let, Alexandra Manlyová
 Australská týmová stíhačka, Alexandra Manlyová
 Nizozemská časovka, Annemiek van Vleutenová
 Mistrovství světa v časovce, Annemiek van Vleutenová
 Nizozemské cross-country (maraton), Annemiek van Vleutenová
2018
 Novozélandská časovka, Georgia Williamsová
 Australská časovka do 23 let, Alexandra Manlyová
 Novozélandský silniční závod, Georgia Williamsová
 Australský silniční závod do 23 let, Alexandra Manlyová
 Australská týmová stíhačka, Alexandra Manlyová
 Mistrovství světa v časovce, Annemiek van Vleutenová
2019
 Novozélandská časovka, Georgia Williamsová
 Australská časovka, Grace Brownová
 Mistrovství světa v týmové stíhačce, Alexandra Manlyová
 Nizozemská časovka, Annemiek van Vleutenová
 Mistrovství světa v silničním závodu, Annemiek van Vleutenová
2020
 Australský silniční závod, Amanda Sprattová
 Mistrovství Evropy v silničním závodu, Annemiek van Vleutenová
2021
 Australský silniční závod, Sarah Royová
 Novozélandská časovka, Georgia Williamsová
 Novozélandský silniční závod, Georgia Williamsová